# Hire and fire
Hire and fire (Engels voor 'aannemen en ontslaan') is een term waarmee een personeelsbeleid wordt aangeduid, waarbij gestuurd naar de behoefte en inzichten van een onderneming of ondernemer, arbeidskrachten worden aangenomen (bijvoorbeeld bij verkrijging van een grote order) en ontslagen (bijvoorbeeld als een order is voltooid en er geen nieuwe opdracht is). Dit personeelsbeleid wordt geassocieerd met het Angelsaksisch model voor de organisatie van een maatschappij.
De term verwijst ook naar het snel wisselen van personeel, waarbij een aangenomen werknemer weer relatief snel ontslagen kan worden op basis van het in De Verenigde Staten geldende recht van employment at will.
Bij humanresourcesmanagement is het hire-and-firebeleid van invloed op werving en selectie, personeelsplanning en opleidingsplannen.